# Lista szkół w Przemyślu

## Szkoły podstawowe
Publiczne:
1. Szkoła Podstawowa Nr 1 im. Henryka Sienkiewicza
2. Szkoła Podstawowa Nr 4 im. ks. Jana Twardowskiego
3. Szkoła Podstawowa Nr 5 im. Bohaterów Września
4. Szkoła Podstawowa Nr 6 im. Ojca Świętego Jana Pawła II
5. Szkoła Podstawowa Nr 11 im. Henryka Jordana
6. Szkoła Podstawowa Nr 14 im. Zjednoczonej Europy
7. Szkoła Podstawowa Nr 15 im Adama Mickiewicza
8. Szkoła Podstawowa Nr 16 przy Zespole Szkół z Oddziałami Integracyjnymi im. Orląt Lwowskich
9. Szkoła Podstawowa Nr 17 przy Zespole Szkół Ogólnokształcących Nr 2 im. Markiana Szaszkewicza
10. Szkoła Podstawowa przy Specjalnym Ośrodku Szkolno-Wychowawczym Nr 1 im. Marii Grzegorzewskiej
11. Szkoła Podstawowa przy Specjalnym Ośrodku Szkolno-Wychowawczym Nr 2 im. dr Janusza Korczaka

Niepubliczne:
1. Niepubliczna Szkoła Podstawowa Nr 1  im. Heleny Modrzejewskiej

## Gimnazja
Publiczne:
1. Gimnazjum nr 1 im. Orląt Przemyskich
2. Gimnazjum Nr 2 im. św. Królowej Jadwigi
3. Gimnazjum nr 3 im. Szarych Szeregów
4. Gimnazjum nr 4 przy Zespole Szkół z Oddziałami Integracyjnymi im. Orląt Lwowskich
5. Gimnazjum nr 5 im. św. Jana Kantego
6. Gimnazjum Nr 7 przy Zespole Szkół Ogólnokształcących Nr 2 im. Markiana Szaszkiewicza
7. Gimnazjum Nr 8 przy Specjalnym Ośrodku Szkolno-Wychowawczym Nr 1 im. Marii Grzegorzewskiej
8. Gimnazjum Nr 9 przy Specjalnym Ośrodku Szkolno-Wychowawczym Nr 2 im. Janusza Korczaka
9. Gimnazjum Nr 10 dla niepełnosprawnych ruchowo przy Specjalnym Ośrodku Szkolno-Wychowawczym Nr 3 im. Kazimierza Wielkiego

Niepubliczne:
1. Gimnazjum przy Zespole Szkół Salezjańskich im. bł. ks. Augusta Czartoryskiego
2. Gimnazjum Stowarzyszenia Absolwentów I LO w Przemyślu
3. Niepubliczne Gimnazjum im. Heleny Modrzejewskiej
4. Niepubliczne Gimnazjum MORAWA

## Szkoły ponadgimnazjalne
Publiczne:
1. I Liceum Ogólnokształcące im. Juliusza Słowackiego
2. II Liceum Ogólnokształcące im. Kazimierza Morawskiego
3. Zespół Szkół Ogólnokształcących nr 2 im. Markiana Szaszkewicza w Przemyślu
4. Zespół Szkół Ekonomicznych im. Krzysztofa Kamila Baczyńskiego
5. Zespół Szkół Elektronicznych i Ogólnokształcących im. prof. Janusza Groszkowskiego
6. Zespół Szkół Mechanicznych i Drzewnych im. ks. Franciszka Winnickiego
7. Zespół Szkół Usługowo-Hotelarskich i Gastronomicznych
8. Zespół Szkół Informatycznych i Mechatronicznych
9. Centrum Kształcenia Ustawicznego
10. Centrum Kształcenia Praktycznego

Niepubliczne:
1. Liceum Ogólnokształcące dla Dorosłych
2. Liceum Ogólnokształcące dla Dorosłych "PARTNER"
3. Liceum Ogólnokształcące dla Dorosłych (ZDZ Rzeszów)
4. Niepubliczne Liceum Ogólnokształcące dla Dorosłych
5. Uzupełniające Liceum Ogólnokształcące dla Dorosłych
6. Uzupełniające Liceum Ogólnokształcące dla Dorosłych (ZDZ Rzeszów)
7. College Komputerowe - Szkoła Policealna
8. Prywatne Policealne Studium Zawodowe
9. Policealne Studium Zakładu Doskonalenia Zawodowego (ZDZ Rzeszów)
10. Policealna Szkoła Usług Fryzjerskich
11. Policealna Szkoła Usług Kosmetycznych
12. Policealne Studium Technik Budownictwa
13. Policealna Szkoła Detektywów i Pracowników Ochrony
14. Elitarne Studium Służb Ochrony "Delta"
15. Studium Życia Rodzinnego Archidiecezji Przemyskiej

## Szkoły wyższe
1. Wyższa Szkoła Prawa i Administracji
2. Państwowa Wyższa Szkoła Wschodnioeuropejska
3. Wyższe Seminarium Duchowne
4. Nauczycielskie Kolegium Języków Obcych
5. Wyższa Szkoła Bezpieczeństwa
6. Wyższa Szkoła Informatyki i Zarządzania
7. Kolegium Nauczycielskie im. Aleksandra Fredry

## Szkoły artystyczne
1. Zespół Państwowych Szkół Muzycznych im. Artura Malawskiego